# Darigha Schäkimowa
Darigha Oralqysy Schäkimowa (kasachisch Дариға Оралқызы Шәкімова; * 20. November 1988 in Petropawl) ist eine kasachische Boxerin. Sie gewann eine Bronzemedaille im Mittelgewicht bei den Olympischen Sommerspielen 2016 in Rio de Janeiro.

## Erfolge
Schäkimowa gewann bei den Asienmeisterschaften 2010 und 2015 die Goldmedaille sowie 2008, 2017, 2019 und 2022 jeweils eine Bronzemedaille.
2016 erreichte sie das Finale der Asien-Olympiaqualifikation und erhielt dadurch einen Startplatz bei den Olympischen Sommerspielen 2016. Dort besiegte sie Ariane Fortin und Khadija El-Mardi, ehe sie im Halbfinale mit einer Bronzemedaille gegen Claressa Shields ausschied.
Darüber hinaus war sie jeweils Teilnehmerin der Weltmeisterschaften 2008, 2010, 2012, 2014, 2019 und 2022.